# Шотландия в Раннее Средневековье

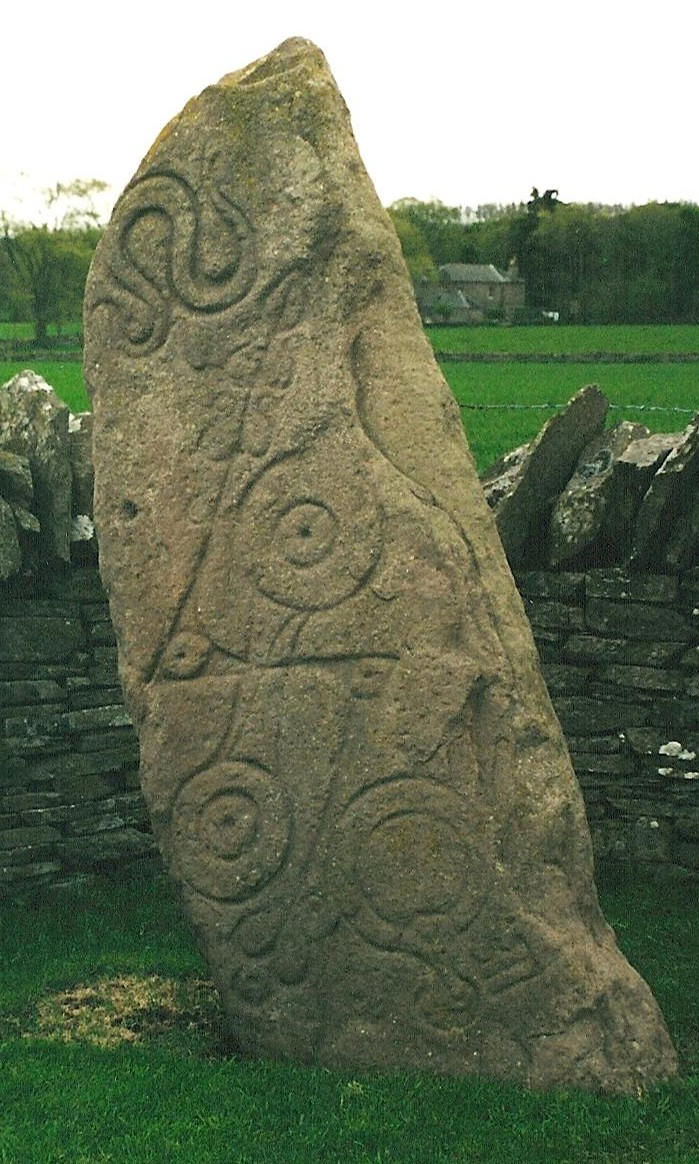
Камень с пиктскими узорами в Аберлемно

Шотландия в Раннее Средневековье — исторический период истории Шотландии между концом римской власти в южной и центральной Британии около 400 года и усилением королевства Альба в 900 году.
В этот период территория Шотландии была разделена на несколько королевств. Из них наиболее важными были четыре: Фортриу у пиктов, Дал Риада племён гэлов, Стратклайд у бриттов и Берниция племён англосаксов. После прихода викингов в конце VIII века на островах и отдельных участках побережья обосновались скандинавские правители и колонии. В IX веке Макальпины объединил земли скоттов и пиктов в единое королевство, составившее основу королевства Шотландия.
Шотландия имеет обширную береговую линию и обширные территории с труднопроходимой местностью и бедными сельскохозяйственными угодьями. В этот период из-за изменения климата многие земли стало непригодны для обработки. Поэтому плотность населения стала относительно низкой, особенно во внутренних районах и Хайленде. В Северной Британии не было городских центров, а поселения основывались на фермах и вокруг укрепленных крепостей, в том числе таких как брохи. Сельское хозяйство было смешанным, в основном основанным на самодостаточности.
В этот период в результате изменений в заселении и колонизации пиктский и бриттский языки начали поглощаться кельтским, англо-шотландским, а в конце периода — древнескандинавским. Продолжительность жизни была относительно низкой, что приводило к молодому демографическому профилю. Обществом управляли аристократы; оно состояло из свободных людей и относительно большого количества рабов. Королевская власть была многоуровневой: короли были окружены своими дружинами, которые составляли наиболее важный элемент вооруженных сил и участвовали как в набегах, так и в отдельных крупных и продолжительных военных кампаниях.
В Британии и Ирландии того периода встречаются своеобразные памятники изобразительного и декоративного искусства; кульминацией этого процесса стало развитие островного художественного стиля: его памятники встречаются и в Шотландии. Наиболее впечатляющие сооружения включали городища, а после введения христианства - церкви и монастыри. В этот период также зародилась шотландская литература на британском, древнеанглийском, гэльском и латинском языках.

## Источники

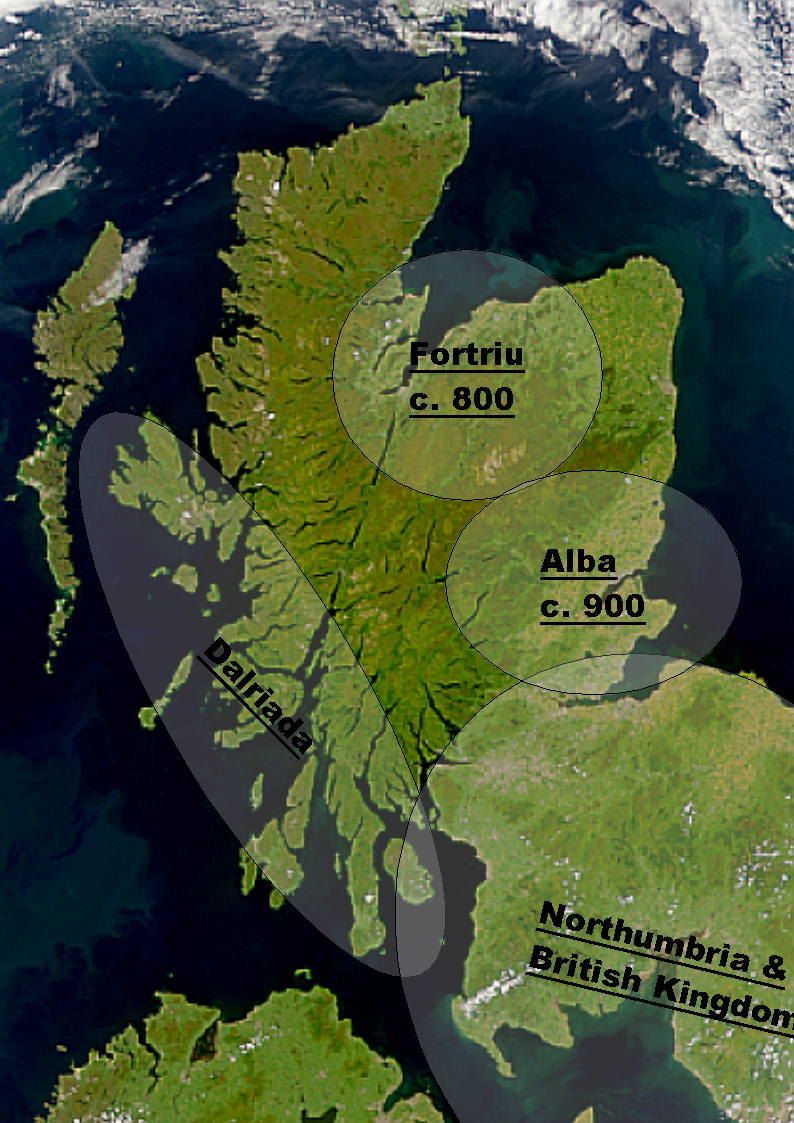
Политические центры Шотландии в Раннее Средневековье.

## История
Ко времени Беды и Адомнана, в конце седьмого и начале восьмого веков, в северной Британии сформировались четыре основных культурно-языковых зоны. На востоке жили пикты, чьи королевства со временем простирались от реки Форт до Шетландских островов. На западе жили говорящие на гэльском (гойдельском) языке люди королевства Дал Риада, одним из центров которого была королевская крепость в Данадде в Аргайле. Жители Дал Риады были тесно связаны с островом Ирландия, откуда они принесли с собой название «скотты», первоначально обозначавшее жителей Ирландии. На юге находились бриттские королевства, среди которых наиболее значительным был Алт Клут: жившие там бритты были потомками жителей находившихся под римским влиянием королевств Древнего Севера. Наконец, были германские захватчики англичане или «англы». На севере Британии они создали королевство Берниция (позже северную часть Нортумбрии) на юго-востоке и принесли с собой древнеанглийский язык.

### Пикты
Конфедерация пиктских племен, возникшая к северу от Ферт-оф-Форт возможно простиралась вплоть до Оркнейских островов. Вероятно, основой пиктской конфедерации послужили племена каледонцев (чье имя продолжало использоваться по крайней мере для части конфедерации). Возможно, племенной союз возник в ответ на давление, оказываемое присутствием римлян к югу от территории расселения пиктов. Впервые они появляются в римских записях в конце 3-го века как Picti (раскрашенные люди: возможно, ссылка на их привычку татуировать свое тело), когда римские войска вели против них кампанию. Первым исторически известным королем пиктов, который, по-видимому, обладал высшей и широкой властью, был Бруде I (550—584). Его база предположительно находилась в форте Крейг Фадриг, недалеко от современного Инвернесса. После его смерти лидерство, похоже, перешло к Фортриу, чьи земли были сосредоточены на Мори и Восточном Россе. Христианские миссионеры из Айоны, по-видимому, начали обращение пиктов в христианство с 563 года.

В VII веке королём пиктов стал Бруде III (671—693) в качестве короля, возможно, навязанного королевством Алт Клут, где правили его отец Бели I, а затем его брат Эугейн I. В этот момент англосаксонское королевство Берниция расширялось на север, и пикты, вероятно, были их данниками, пока в 685 году Бруде не победил их в битве при Нехтансмере в Ангусе, убив их короля Экгфрита. В правление Энгуса I (729—761) пикты, по-видимому, достигли апогея своего влияния, разгромив силы Дал Риады (и, вероятно, сделав их данниками), вторгшись в Алт Клут и Нортумбрию, а также заключив первое известные мирные договора с англичанами. Последующие пиктские короли, возможно, доминировали над Дал Риадой, Константин I (793—820) мог посадить на её трон своего сына Домналла с 811 года.

### Дал Риада
Гэльское королевство Дал Риада находилось на западном побережье современной Шотландии; часть его территории охватывала северное побережье Ирландии. Вероятно, короли Дал Риады правили из крепости Дунадд, ныне расположенной недалеко от Килмартина в Аргайл и Бьют. В конце VI и начале VII веков Дал Риада охватывала примерно территории современных Аргайла, Бьюта и Лочабер в Шотландии, а также графство Антрим в Ирландии. Дал Риада обычно считается ирландской гэльской колонией в Шотландии, хотя некоторые археологи недавно выступили против этого. Жителей Дал Риаты часто называют скотами, от латинского scotti, названия, которое латинские писатели использовали для жителей Ирландии. Его первоначальное значение неясно, но позже оно относится к говорящим на гэльском языке, будь то из Ирландии или других мест.
В 563 году миссия из Ирландии под предводительством святого Колумбы основала монастырь Айона у западного побережья Шотландии и, вероятно, положила начало обращению региона в христианство. Королевство достигло своего расцвета при Айдане (годы правления 574—608), но его расширение было остановлено в битве при Дегсастане в 603 году Этельфритом. Серьёзные поражения в Ирландии и Шотландии во времена Домнала Брекка (ум. 642) положили конец золотому веку Дал Риады, и королевство стало клиентским подвластной пиктам Нортумбрии. Существуют разногласия по поводу судьбы королевства с конца VIII века и далее. Некоторые ученые утверждают, что до прихода викингов Дал Риада пережила возрождение при короле Аэде Финде (736—778).

### Альт Клуит

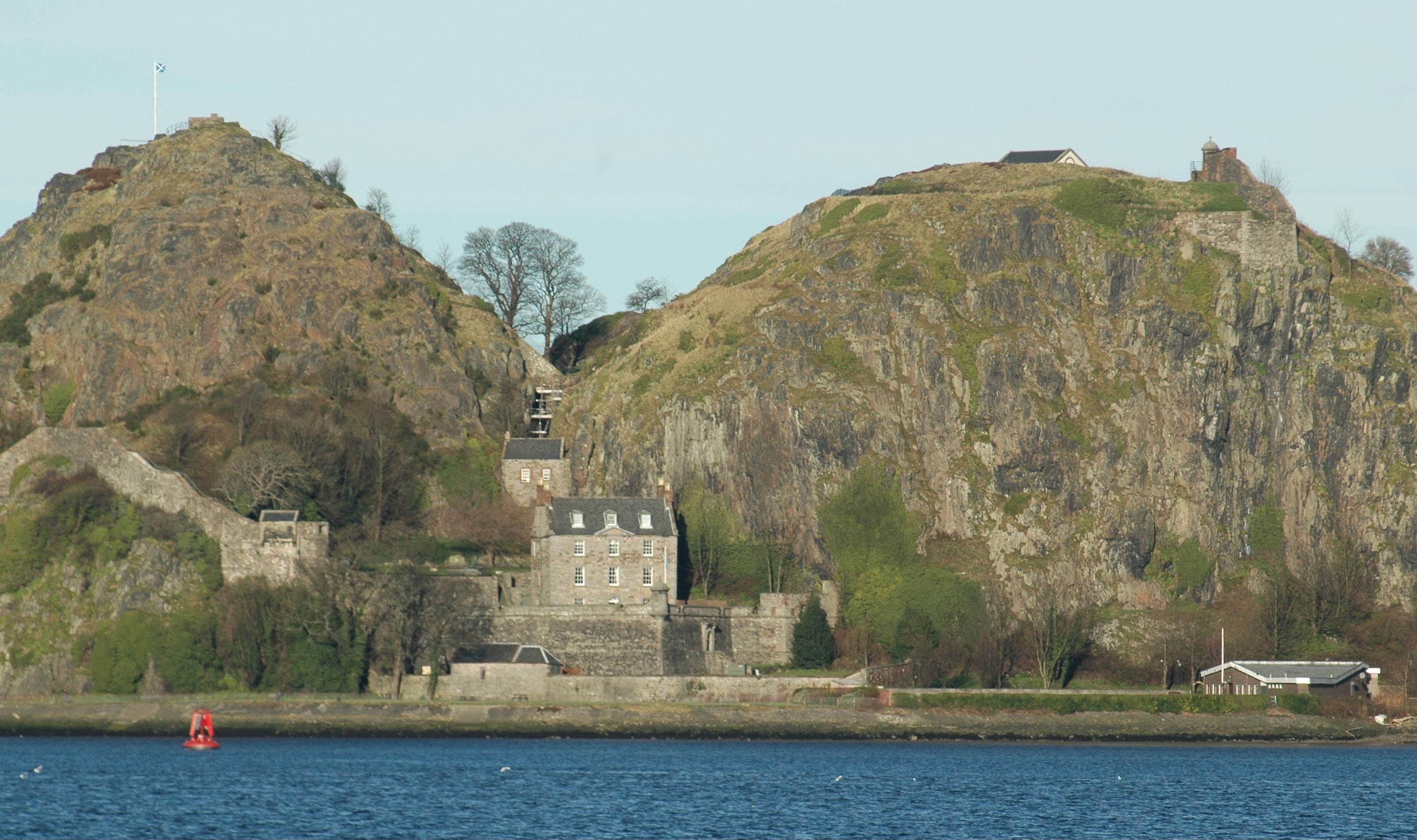
Замок Дамбартон.

Альт Клуит возможно, произошел от народа дамноний из Географии Птолемея. Два короля известны из почти современных источников в этот ранний период. Первый - Керетик, известный как получатель письма от Святого Патрика, и, по утверждению биографа VII в. бывший королем горы Дамбартон во второй половине V в. Из письма Патрика ясно, что Керетик был христианином, как, и вполне вероятно, весь правящий класс региона хотя-бы номинально. Его потомок Риддерх Щедрый упомянут в Житии святого Колумбы Адамнана.

После 600 ггода в источниках всё чаще встречаются сведения о бриттах Альт Клуита. В 642 году под предводительством Эугейна ап Бели, сына Бели ап Нехтона, они разгромили людей Дала Риаты и убили в Страткарроне Домналла I. Королевство подверглось ряду нападений со стороны пиктов при Кенгусе, а затем и нортумбрийских союзников пиктов между 744 и 756 годами. Они потеряли регион Кайл на юго-западе современной Шотландии в пользу Нортумбрии, и последняя атака, возможно, вынудила короля Думнагуала III подчиниться своим соседям. После этого мало что слышно об Альт Клуите или его королях, пока Альт Клуит не был сожжен и, вероятно, разрушен неизвестно кем и как в 780 году. Историки традиционно отождествляли Альт Клуит с более поздним королевством Стратклайд, но Дж. Э. Фрейзер указывает на тот факт, что нет современных доказательств того, что центр Альт Клуита находился в Клайдсдейле, а само королевство могло возникнуть после упадка Альт Клуита.

## Экономика

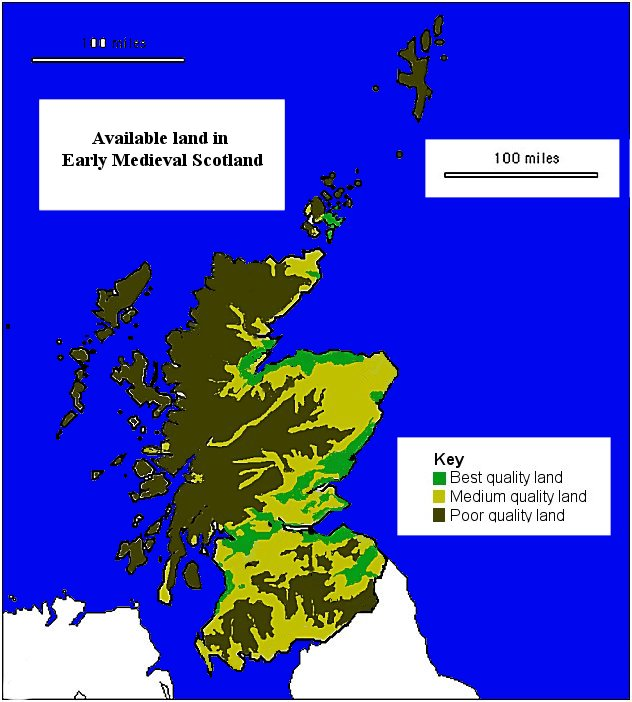
Карта доступной земли в раннесредневековой Шотландиию

Не имея городских центров, созданных при римлянах (как в остальной Британии), экономика Шотландии в раннем средневековье была преимущественно сельскохозяйственной. Без значительного транспортного сообщения и более широких рынков большинству ферм приходилось производить самодостаточный рацион из мяса, молочных продуктов и злаков, дополняемый охотой и собирательством. Ограниченные археологические данные указывают на то, что по всей Северной Британии сельское хозяйство было основано на одной усадьбе или небольшой группе из трех или четырёх домов, в каждом из которых, вероятно, проживала нуклеарная семья, с отношениями, которые, вероятно, были обычными между соседними домами и поселениями, отражая раздел земли через наследование. Сельское хозяйство стало основываться на просуществовавшей до XVIII века системе, которая различала приусадебный участок вокруг поселения, где выращивали урожай каждый год, и приусадебный участок, где выращивали урожай, а затем оставляли под паром в разные годы. Кости, найденные в ходе археологических раскопок, указывают на то, что крупный рогатый скот был самым важным домашним животным, за ним следовали свиньи, овцы и козы, а домашняя птица была редкостью. Импортные товары, найденные на археологических раскопках того периода, включают керамику и стекло, а многие памятники указывают на обработку железа и драгоценных металлов

## Демография
Письменных источников, по которым можно было бы реконструировать демографию раннесредневековой Шотландии, почти нет. По оценкам, население Дал Риады составляет 10 тысяч жителей, а Пиктленда — 80 — 100 тыс. человек. Вполне вероятно, что в V и VI веках уровень смертности был выше из-за появления бубонной чумы, которая могла сократить чистую численность населения. Общепринятой версией предполагается, что подобное многим развивающимся странам в современном мире это было общество с высокой рождаемостью и высокой смертностью, с относительно молодым демографическим профилем и, возможно, ранним деторождением и большим количеством детей для женщин. Это означало бы, что на долю доступных рабочих приходилось относительно небольшое количество ртов, которых нужно было кормить. Это затруднило бы получение излишков, которые способствовали бы демографическому росту и развитию более сложных обществ.